# Bilabrin (N’Guigmi)
Bilabrin (auch Bélabirim, Bélabirin, Bilaberim, Bilabrim, Bilabrine, Boulabirina, Boula Brin, Boulabrin) ist ein Dorf in der Stadtgemeinde N’Guigmi in Niger.

## Geographie
Das Dorf liegt nördlich des Tschadsees auf einer Höhe von 285 m, rund sechs Kilometer westlich der Staatsgrenze zu Tschad. Das Stadtzentrum von N’Guigmi, dem Hauptort des gleichnamigen Departements N’Guigmi in der Region Diffa, befindet sich etwa 37 Kilometer weiter südwestlich.
Bilabrin ist Teil der Übergangszone zwischen Sahara und Sahel. Die durchschnittliche jährliche Niederschlagsmenge beträgt hier zwischen 200 und 300 mm.

## Geschichte
Der französische Abenteurer Stéphane Desombre machte 1937 bei seiner Nord-Süd-Sahara-Durchquerung Station in Bilabrin.
Im Jahr 2015 begann die aus dem Nachbarland Nigeria stammende islamistische Terrorgruppe Boko Haram auch Ziele in Niger anzugreifen. In Bilabrin kam es zu Attacken in der Nacht vom 29. auf den 30. Oktober 2019, wobei zwölf nigrische Soldaten getötet und acht weitere verwundet wurden, und in der Nacht vom 18. auf den 19. Mai 2020, mit zwölf getöteten und etwa zwanzig verwundeten Soldaten.

## Bevölkerung
Bei der Volkszählung 2001 hatte Bilabrin 838 Einwohner in 181 Haushalten. Bei der Volkszählung 1988 betrug die Einwohnerzahl 260 in 66 Haushalten.

## Wirtschaft und Infrastruktur
Im Dorf ist mit einem Centre de Santé Intégré (CSI) ein Gesundheitszentrum vorhanden. Es gibt einen Markt und ein staatliches Zentrum für Weidewirtschaft.

## Persönlichkeiten
Bilabrin ist der Geburtsort des nigrischen Staatspräsidenten Mohamed Bazoum (* 1960).